# Флаг Бахмута
Флаг Бахмута (укр. Прапор Бахмута) — официальный символ города Бахмут Донецкой области Украины. Утверждён 27 марта 2013 года решением VII сессии городского совета XXII созыва.

## Описание
Прямоугольное полотнище с соотношением сторон 2:3 состоит из трёх вертикальных равновеликих полос - малиновой, зелёной, синей — с белым химическим знаком соли в центре.